# Pamexis karoo
Pamexis karoo är en insektsart som beskrevs av Mansell 1992. Pamexis karoo ingår i släktet Pamexis och familjen myrlejonsländor. Inga underarter finns listade i Catalogue of Life.